# Doula

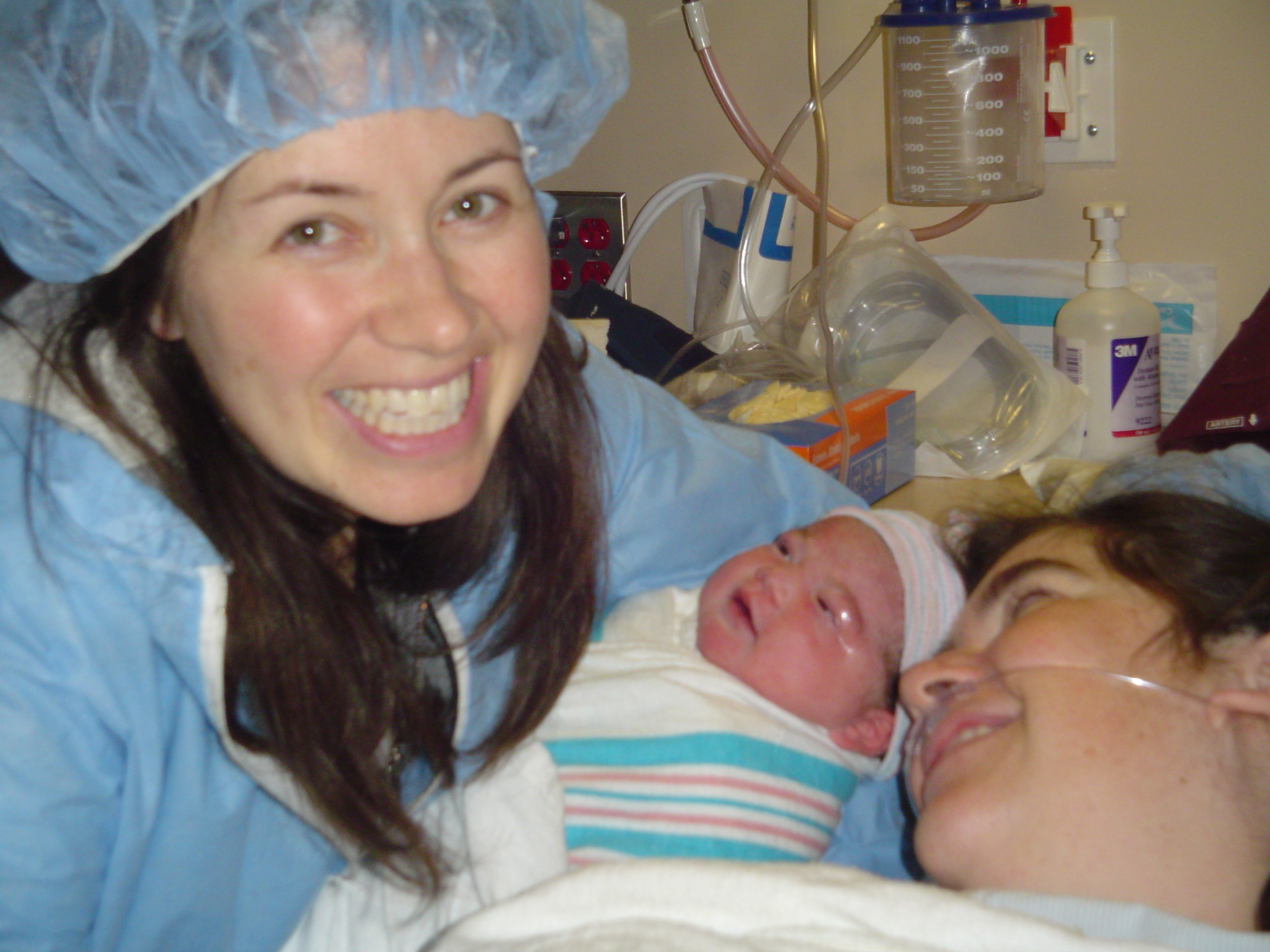
Uma doula (à esquerda) com mãe e seu recém-nascido

Uma doula (pronúncia:[ˈduːla]) é uma assistente de parto, sem necessariamente formação em ciências da saúde, que acompanha a gestante durante o período da gestação até os primeiros meses após o parto, com foco no bem-estar de pessoas gestantes. Cabe a ela proporcionar informação, acolhimento, apoio físico e emocional às pessoas gestantes durante a gravidez, o parto e o pós-parto.

## Etimologia
A palavra doula, cuja pronúncia correta é "dúla", tem sua origem no termo grego clássico δούλη ("dúle"), que significa "escrava". Desde a Antiguidade, esta palavra designa uma criada doméstica ou escrava. Na Grécia atual a palavra tem conotação negativa e as profissionais são atualmente denominadas "assistentes de parto".
Quem primeiro utilizou o conceito de doula na sua concepção moderna foi a antropóloga Dana Raphael, para referir-se às pessoas gestantes que ajudavam às novas mães durante a lactância e o cuidado ao recém-nascido nas Filipinas.
As doulas não podem ser consideradas parteiras, pois não realizam procedimentos médicos como auscultação fetal, aferição de pressão e exame de toque do colo uterino. Sua função intraparto é de dar apoio físico e emocional à mulher em trabalho de parto.
Durante a gestação, fornecem informações baseadas em evidências para evitar cesáreas indesejadas ou desnecessárias, proporcionar uma experiência positiva de parto e reforçar o vínculo mãe/bebê. São figuras importantes na retomada do parto fisiológico, natural, humanizado.
É papel da doula orientar o casal sobre o que esperar do parto e pós-parto, com explicações sobre os procedimentos comuns e ajuda no preparo físico e emocional para o parto e pós-parto.
Não é papel da doula executar qualquer procedimento médico, cuidar da saúde do recém-nascido e ela não substitui qualquer dos profissionais tradicionalmente envolvidos na assistência ao parto.

## Visão geral
A Organização Mundial da Saúde (OMS) e o ministérios da Saúde de vários países, entre eles o Brasil (portaria 28 de maio de 2003), reconhecem hoje a profissão de doula. Pesquisas realizadas na última década demonstraram que, sob a supervisão de uma doula, o parto evolui com maior tranqüilidade e rapidez e com menos dor e complicações tanto maternas como fetais. Com a difusão da nova profissão, poderá também ocorrer uma substancial redução de custos para os sistemas de saúde, graças à redução do número de intervenções médicas e do tempo de internação de mães e bebês.
Na América do Norte, por exemplo, estima-se que existam atualmente de 10 a 12 mil doulas. No Brasil, a demanda de pessoas gestantes e instituições que solicitam esse serviço, ainda que bem menor, também vem crescendo significativamente. Mais de cem doulas atuam no atendimento individual à mulher (particular, acompanhando partos em casa, casa de parto e maternidades) e outras tantas como voluntárias em hospitais do SUS.